# 帕维尔·内德维德
帕维尔·内德德維（捷克語：Pavel Nedvěd，1972年8月30日—）捷克足球运动员，生于海布。司职中场（左路或中路）。曾效力于捷克的布拉格杜克拉（1991年-92年）、布拉格斯巴达（1992年-96年）、意大利的拉齐奥（1996年-2001年）与祖雲達斯（2001年-2009年）。
内德德維被认为是捷克共和国最成功的球员之一，由于他的表现，以及他在比赛中的快速和精力充沛的跑动，内德德維被意大利球迷称为 "捷克之怒"，在英语媒体中被称为 "捷克大炮"。他的捷克语绰号是"小熊"（Méďa），源于他的姓氏与捷克语中的熊（Medvěd）相似。
2003年，内德德維赢得了欧洲金球奖，他是第二个获得该荣誉的捷克球员，也是捷克斯洛伐克解体后的第一个。在他的职业生涯中获得了许多其他的个人奖项，包括2004年的第二个金足奖，捷克足球先生（四次）和捷克金球奖（六次）。他还被贝利评为FIFA 100，并在2003年、2004年和2005年被列入欧洲足联年度最佳阵容。他在2008-09赛季后退役，结束了19年的职业生涯。内德德維在俱乐部层面参加了501场联赛（打进110球），并为捷克队出场91次（打进18球）。

## 職業生涯

### 早年
内德德維1972年8月30日出生在海布，在附近的斯卡尔纳长大， 内德德維在他的家乡捷克斯洛伐克开始他的足球生涯。他从小就是一个足球迷，1977年5岁时开始为他的家乡俱乐部Tatran Skalná踢球。1985年，内德德維转到Rudá Hvězda，踢了一个赛季，然后在比尔森胜利青年队踢了五年。1990年，内德德維被租借到布拉格杜克拉，一个由军队经营的俱乐部，作为他服兵役的一部分。1991年10月28日，内德德維为布拉格杜克拉踢了他的第一场比赛。1991年，他在完成兵役前为杜克拉踢了一个赛季，从而结束了租借。1992年，他转会到布拉格斯巴达。
在斯巴达，内德德維赢得了一次捷克斯洛伐克甲级联赛冠军，两次捷克足球甲级联赛冠军和一次捷克杯冠军。1994年，他第一次被召入捷克国家队。他在1996年欧洲杯上的表现，包括在对阵意大利的小组赛中的进球，吸引了人们的注意；尽管与PSV达成了口头协议， 内德德維还是从布拉格斯巴达转会到意大利的意甲俱乐部拉齐奥。

### 拉素
凭借在1996年欧洲足球锦标赛上的优异表现，1996年夏，内德德維转会到了拉齐奥。在那里他带领球队夺得了1997-98赛季的意大利盃，并在1998-99赛季的欧洲优胜者杯决赛中击败西班牙的皇家馬略卡夺得冠军。
尽管内德德維在2001年4月与拉齐奥签订了一份为期四年的新合同，但俱乐部在那年夏天试图出售他和队友胡安·贝隆，引发了球迷对俱乐部主席塞尔吉奥·克拉诺蒂的抗议。这两名球员最终分别被卖给了尤文图斯和曼联。

### 尤文图斯
2001年夏，尤文图斯以4120万欧元的价格买进内德德維作为施丹的替代品。他在尤文图斯的表现完全弥补了法国人的空缺，成为尤文图斯的中场核心。

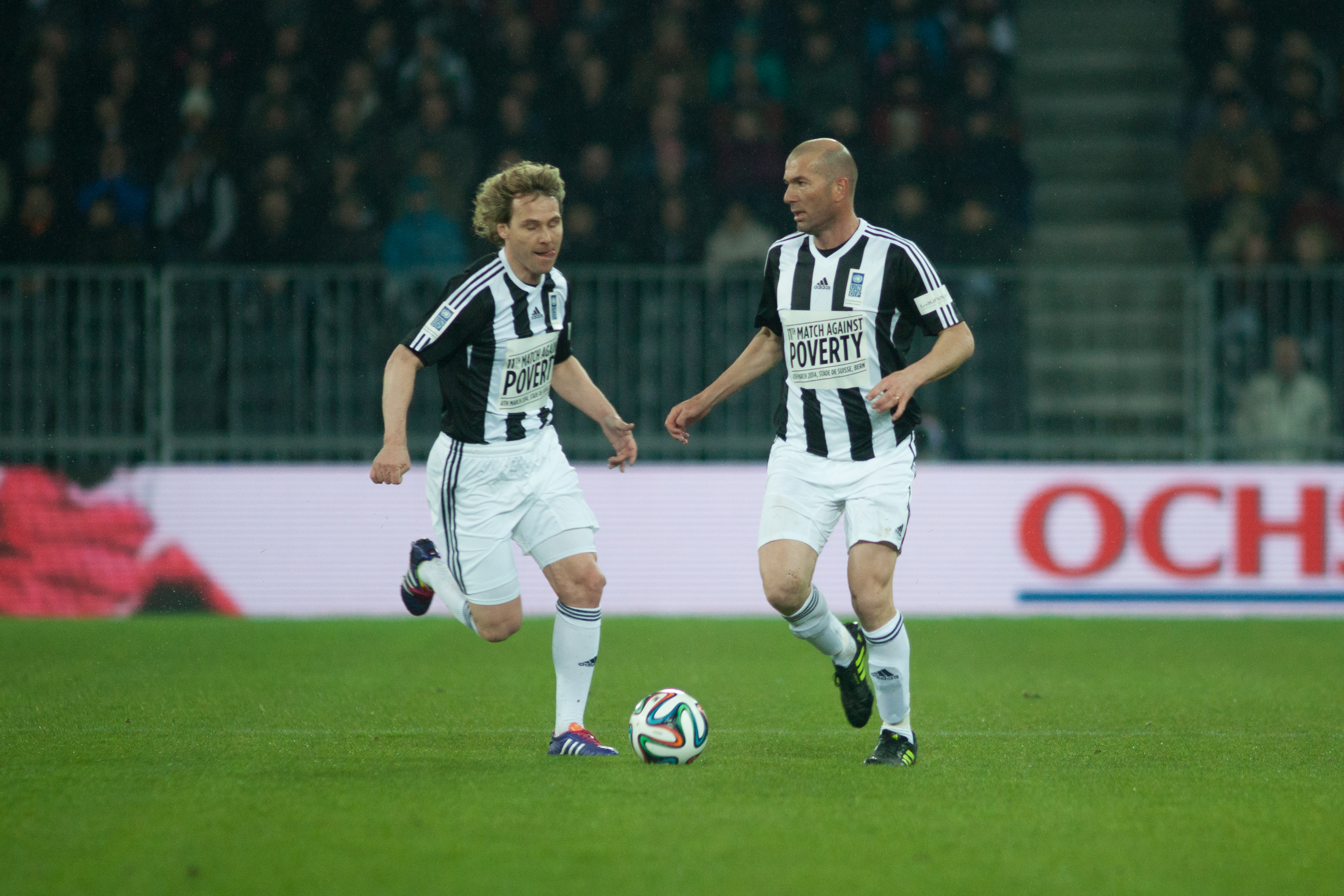
内德德維（左）与齐达内在友谊赛中

2002-03年赛季，内德德維帮助球队打进了歐洲聯賽冠軍盃的决赛，却因在四强对阵西班牙皇家马德里的比赛中累计了第二张黄牌无法上场，导致球队在十二碼大战中惜败AC米兰。2003年底，他得到了《法国足球》杂志颁发的欧洲足球先生奖杯，也算是一个安慰。但他也成为了争议的对象，内德德維退出了意大利足球运动员协会，以抗议该协会对非欧盟球员的限制。他的祖国捷克直到2004年才成为欧盟成员国。
2004-05赛季对这位中场球员来说是令人沮丧的，他因膝盖和头部受伤而休战了两个月，并在2005年4月首次考虑退役。尽管尤文图斯在该年和2006年赢得了意甲冠军，但在电话门操纵比赛的丑闻之后，这些冠军被取消了。2005-06赛季结束后，尽管尤文图斯获得了第一名，但还是从意甲降级，许多球星（如法比奥·卡纳瓦罗和图拉姆）离开了俱乐部，剩下的球员前途未卜。 2006年世界杯后，内德德維消除了关于他离开的谣言，重申他希望帮助尤文图斯重新升入意甲，并将他的家庭和对俱乐部的承诺作为他决定的原因。 2006年12月，他在对阵热那亚的比赛中吃到红牌后被禁赛5场，并再次威胁要退役。 然而，他仍然留在俱乐部直到赛季结束，并在2006-07赛季的意乙联赛中打进了11个联赛进球。
2007-08赛季，尤文图斯再次回到了意甲联赛。内德德維作为球队的首选左边锋做出了贡献，并在该赛季打进了两个进球。他再次引起了争议：2007年11月，他对国际米兰中场路易斯·菲戈的擒抱导致后者腓骨骨折。2008年4月，内德德維在对阵巴勒莫的比赛中与罗伯托·瓜纳相撞，造成脑震荡，被连夜送往医院。
内德德維在2008-09赛季客场1-1战平佛罗伦萨的比赛中打进了尤文图斯的第一个联赛进球，并在10月客场2-1战胜博洛尼亚的比赛中打进两球。2009年2月26日，内德德維宣布他将在2008-09赛季结束后退休 ，以花更多时间陪伴家人。 2009年3月10日，他在对切尔西的冠军联赛第16轮第二回合比赛中，在12分钟后因伤被替换下场。由于他即将退役以及俱乐部以总比分3-2输掉比赛，这是他代表尤文图斯的最后一场欧洲比赛。内德德維在赛季结束时退役，在最后一场对阵前球队拉齐奥的比赛中担任队长。

### 斯卡尔纳
2017年9月23日，内德德維宣布转会到斯卡尔纳，总部位于内德德維的家乡斯卡尔纳村。该俱乐部在卡罗维发利地区的1.B级（捷克足球等级制度的第七级）比赛。俱乐部出席说：”内德德維表示与自己的儿子一起踢球是梦想，现在它将实现。“他进一步补充说，由于内德德維居住在意大利并担任尤文图斯的副总裁，他计划在2018年6月2日主场对阵TJ Baník Královské Poříči B的比赛中出场似乎是一个一次性的事件。内德德維确实进入了首发阵容，但斯卡尔纳在主场1-4输掉了比赛，内德德維没有得分，他的儿子也没有得分。

## 国家队生涯
内德德維于1988年开始为捷克斯洛伐克国家青年队效力，代表国家参加15岁以下年龄组的比赛，然后升入16岁、17岁和18岁代表队。1992年，他首次在21岁以下的球队中亮相，在1992年至1993年期间出场7次。
1994年6月，这位中场球员首次代表重新组建的捷克国家队出场，在一场3-1战胜爱尔兰的比赛中，他的第一次大型比赛是1996年欧洲杯，在那里他打进了他的第一个成年国际比赛的进球，并帮助他的球队进入了决赛。该队在1997年国际足联联合会杯上获得第三名，在第三名的比赛中击败了乌拉圭。内德德維在比赛中打进两球，都是在捷克队在小组赛最后一场比赛中6-1战胜阿拉伯联合酋长国的比赛中打进的，这使他们得以晋级半决赛，在那里他们被最终的冠军巴西队打败了。
1996年在英格兰举行的欧洲锦标赛上，内德德維已经是捷克中场的绝对核心球员。他在比赛中打了六场比赛中的五场，并在小组赛第二场2-1战胜意大利的比赛中打进了1:0的进球。 捷克队甚至进入了与德国队的决赛，但在加时赛中凭借奥利弗·比埃尔霍夫的金球以2-1告负，成为欧锦赛的亚军。
在2000年欧洲杯之前，内德德維由于脚踝受伤而无法正常训练。他参加了第三场小组赛，对阵丹麦；尽管捷克队以2-0获胜，但球队被淘汰出局。2000年欧洲杯后，内德德維从伊日·涅梅茨手中接过国家队队长的位置。
在2004年葡萄牙欧洲锦标赛上，帕维尔·内德德維带领捷克队进入半决赛，但在上半场希腊队禁区内的一次进攻中膝盖受伤。在没有最重要的球员的情况下，捷克以一粒银球被淘汰。在他们失利后，内德德維宣布退出国家队。
在教练卡雷尔·布鲁克纳和队友的劝说下，内德德維及时走出了国际赛场，参加了2006年世界杯资格赛对阵挪威的比赛，在这场比赛中，捷克自捷克斯洛伐克解体后首次获得了决赛资格。尽管内德德維的世界杯参赛资格因6月的膝伤而受到影响，但他还是能够出场。
捷克队在2006年世界杯的第一场比赛中以3-0战胜了美国队，但主要球员都受伤了。他们在接下来的两场小组赛中分别输给了加纳和最终的冠军意大利，最终获得小组第三名。在对加纳的比赛中，内德德維在下半场开始时的明显进球被裁定为越位。他在对意大利的比赛中的射门被尤文图斯队友布冯救下。内德德維在2006年8月对阵塞尔维亚的友谊赛前再次宣布退出国际赛场，在那场比赛中他第91次（也是最后一次）出场。 尽管队友和布吕克纳提出要求，他还是拒绝在2008年欧洲杯前改变自己的决定。 在他为国家队出场的91次中，内德德維打进了18个球。

## 宣布退役
2009年8月26日，内德德維个人官网发布声明确认退役：“这几个星期以来，我收到了很多邀请，但是我决定我将不接受任何邀请，我将把我的所有时间献给我的家庭，我的夫人和我的孩子。我谢谢所有在我的个人官网上支持我的所有球迷，你们的爱贯穿了我的职业生涯。”2008-09賽季下半季，尼維特依然保持頂級的水準，狀態不遜於當年勇猛，整季射入7球。
2010年10月12日，Exor（阿涅利家族的投资公司）提名内德德維担任尤文图斯董事会成员；截至2018-19赛季，他仍然是董事。 2015年10月23日，内德德維被任命为董事会副主席。
2023年1月21日，意甲祖雲達斯因假波案被扣15分，作為前球隊高層的尼維特亦被禁止接觸足球有關事務。

## 个人生活
- 内德德维自1992年以来一直与妻子伊凡娜生活在一起。[46]这对夫妇有两个孩子，以他们的父母命名为伊凡娜和帕维尔。[46]这对夫妇于2019年分手，这位前足球运动员开始与一位小他23岁的马术运动员约会。[47]

- 内德德维的2010年自传以意大利文出版，名为《我的正常生活：穿越河流、欧洲和苍穹的骑士》。该书被翻译成捷克语，名为Můj obyčejný život，并于2011年在捷克发行。[48]
- 内德德维在2010年参加了布拉格半程马拉松（他第一次参加该距离的比赛），以1:49:44的成绩完成比赛。[49]他在2012年的布拉格马拉松比赛中以3:50:02的成绩完成了42公里的比赛。[50]

## 荣誉

### 布拉格斯巴达[31]
- 捷克斯洛伐克甲级联赛冠军：1992-1993
- 捷克甲级联赛冠军：1993–94, 1994–95
- 捷克杯：1995–96

### 拉齐奥[51]
- 意甲冠军：1999–2000
- 意大利杯：1997–98, 1999–2000
- 意大利超级杯：1998, 2000
- 欧洲优胜者杯：1998–99
- 欧洲超级杯： 1999
- 欧联杯亚军：1997–98

### 尤文图斯
- 意甲冠军：2001–02, 2002–03
- 意大利超级杯： 2002, 2003
- 意乙冠军：2006–07
- 欧冠亚军：2002–03

### 捷克国家队
- 欧锦赛亚军：1996

### 个人

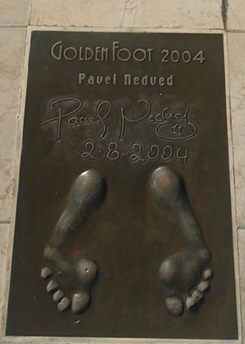
内德德維的金足奖

- 捷克金球奖：1998, 2000, 2001, 2003, 2004, 2009
- 百大捷克人：41名[52]
- 捷克足球先生：1998, 2000, 2003, 2004
- 欧洲体育杂志联盟“赛季最佳阵容”：2000–01, 2002–03[53]
- 捷克最佳运动员：2003
- 意大利足球甲级联赛足球先生：2003
- 意大利足球甲级联赛最佳外籍球员：2003
- 欧足联年度最佳中场：2002–03
- 《世界足球》年度最佳球员：2003
- 金球奖：2003
- RSSSF年度最佳球员：2003
- 欧洲足联年度最佳阵容：2003, 2004, 2005
- 金足奖：2004
- 欧锦赛最佳阵容：2004
- FIFA 100：2004
- FAI国际足球奖：2004

## 外部連結
- Pavel Nedvěd - official website （页面存档备份，存于）